# Nyköping Baltic Beasts
Nyköping Baltic Beasts är ett svenskt lag i amerikansk fotboll, från Nyköping, som bildades den 20 september 1989, och blev antagna till SAFF den 30 oktober samma år.

## Historik
- 1990 var första året i Seriespel i Division III Norra.
- 1995 Segrare Division 1 Norra.
- 1999 Lades föreningen på is på grund av för få spelare.
- Sommaren 2005 började det hända saker i Nyköping och samma höst spelade ett U19 lag, tillsammans med Södertälje och Botkyrka, i Stockholms serien, under namnet Botkyrka Apache Raiders.
- 2006 Första säsongen sedan 1999 i Seriespel. Slutade tvåa division II östra efter Norrköping Panthers.
- 2010 division II upphör och lagen flyttas upp till division I. Nyköping vinner division I östra och går till slutspelsserien.
- De vann 2012 sin division 1 serie och gick vidare till slutspelsserien, där det blev två raka förluster mot Västerås Roedeers och Kristianstad Predators
- 2014 var sista året i seriespel för seniorlaget
- Mellan 2014-2017 hade föreningen ett U17 lag som var framgångsrikt men sen lades ned